# آن إيكن
آن إيكن (بالإنجليزية: Ann Aiken)‏ هي محامية وقاضية أمريكية، ولدت في 29 ديسمبر 1951 في سايلم في الولايات المتحدة.